# Torneo Femenino de la AsoGuayas 2021
El campeonato provincial de fútbol femenino de Guayas 2021 fue la 1.ª edición del torneo provincial femenino de la provincia de Guayas. El torneo fue organizado por la Asociación de Fútbol del Guayas (AFG) y avalado por la Federación Ecuatoriana de Fútbol. Participaron 3 clubes de fútbol y entregó al campeón el cupo a los play-offs del Ascenso Nacional Femenino 2021 por el ascenso a la Súperliga Femenina de Ecuador.
El torneo comenzó el 13 de octubre y culminó el 24 de octubre.

## Sistema de campeonato
El sistema determinado para esta edición por la Asociación de Fútbol del Guayas fue de la siguiente maneraː
- Primera fase: Juegan todos contra todos. El que hace más puntos, es declarado como campeón.

## Equipos participantes
| Equipos participantes      | Equipos participantes | Equipos participantes         |
| -------------------------- | --------------------- | ----------------------------- |
|                            |                       |                               |
| Equipo                     | Ciudad                | Estadio                       |
| Club Sport Patria          | Samborondón           | Estadio Arenas de Samborondón |
| Octubrinas                 | Guayaquil             | Estadio Alejandro Ponce Noboa |
| Real Fortaleza Fútbol Club | Guayaquil             | Estadio Alejandro Ponce Noboa |

## Primera fase

### Posiciones
| Pos. | Equipo         | Pts. | PJ | G | E | P | GF | GC | Dif. |
| ---- | -------------- | ---- | -- | - | - | - | -- | -- | ---- |
| 1    | 9 de Octubre   | 12   | 4  | 4 | 0 | 0 | 15 | 2  | +13  |
| 2    | C. S. Patria   | 6    | 4  | 2 | 0 | 2 | 10 | 5  | +5   |
| 3    | Real Fortaleza | 0    | 4  | 0 | 0 | 4 | 1  | 19 | −18  |

 Fuente: Aso Guayas

### Partidos
- Los horarios corresponden al huso horario de Ecuador: (UTC-5).

| Real Fortaleza          | 0:3 | Club Sport Patria | Alejandro Ponce Noboa | 13 de octubre | 15:00 | Melany Orobio, Kerly Corozo, Karla Llerena (PAT) |
| Libre: Nueve de Octubre |     |                   |                       |               |       |                                                  |

| Nueve de Octubre         | 7:0 | Real Fortaleza | Alejandro Ponce Noboa | 15 de octubre | 09:00 | Ariana Castro, Cinthia Bone, Aisha Coello (2), Alison Ochoa (3) (NUE) |
| Libre: Club Sport Patria |     |                |                       |               |       |                                                                       |

| Club Sport Patria     | 1:2 | Nueve de Octubre | Alejandro Ponce Noboa | 17 de octubre | 15:00 | Kerly Corozo (PAT) / Camila Troya, María José Coronel (NUE) |
| Libre: Real Fortaleza |     |                  |                       |               |       |                                                             |

| Club Sport Patria       | 5:1 | Real Fortaleza | Alejandro Ponce Noboa | 20 de octubre | 15:00 |  |
| Libre: Nueve de Octubre |     |                |                       |               |       |  |

| Real Fortaleza           | 0:4 | Nueve de Octubre | Alejandro Ponce Noboa | 22 de octubre | 15:00 | Alison Ochoa (2), Britney Guadamud, Johanna Solís (NUE) |
| Libre: Club Sport Patria |     |                  |                       |               |       |                                                         |

| Nueve de Octubre      | 2:1 | Club Sport Patria | Alejandro Ponce Noboa | 24 de octubre | 15:00 | Maria Jose Coronel, Johanna Solís (NUE) / Hillary Canga (PAT) |
| Libre: Real Fortaleza |     |                   |                       |               |       |                                                               |

## Goleadoras
- Al momento, no tenemos información de las goleadoras de la fecha 4 del Torneo Femenino del Guayas.

| Jugador            | Club              | Goles |
| ------------------ | ----------------- | ----- |
| Alison Ochoa       | Nueve de Octubre  | 5     |
| Aisha Coello       | Nueve de Octubre  | 2     |
| María José Coronel | Nueve de Octubre  | 2     |
| Johanna Solís      | Nueve de Octubre  | 2     |
| Kerly Corozo       | Club Sport Patria | 2     |